# Cornelia Sideri
Cornelia Sideri (* 29. Dezember 1938; † 11. November 2017) war eine rumänische Kanutin.

## Karriere
Cornelia Sideri, die für CSA Steaua Bukarest antrat, nahm an den Olympischen Spielen 1964 in Tokio im Zweier-Kajak teil. Im zweiten Vorlauf siegten die Deutschen Roswitha Esser und Annemarie Zimmermann vor dem rumänischen Boot mit Hilde Lauer und Cornelia Sideri. Esser und Zimmermann beendeten mit zwei Sekunden Vorsprung auch den Finallauf auf dem ersten Platz, die US-Amerikanerinnen Francine Fox und Glorianne Perrier wurden Zweite. Eine Sekunde dahinter erhielten Sideri und Lauer die Bronzemedaille.